# Gundsømagle (plaats)
Gundsømagle is een plaats in de Deense regio Seeland, gemeente Roskilde, en telt 2264 inwoners (2007).